# Liste der Naturdenkmale in Ravengiersburg
Die Liste der Naturdenkmale in Ravengiersburg nennt die im Gemeindegebiet von Ravengiersburg ausgewiesenen Naturdenkmale (Stand 13. Mai 2024).

## Naturdenkmale
| Nr.         | Bezeichnung       | Lage                                                 | Beschreibung | Bild                                    |
| ----------- | ----------------- | ---------------------------------------------------- | ------------ | --------------------------------------- |
| ND-7140-102 | Eiche am Kalkofen | östlich des Ortes an der K 58; Flur Am Kalkofen Lage | Quercus sp.  | Direkt Bild zu diesem Denkmal hochladen |